# João Facundo de Castro Meneses
João Facundo de Castro Meneses (Aracati, 12 de julho de 1787 — Fortaleza, 8 de dezembro de 1841) foi um político brasileiro.
Filho do capitão-mor José de Castro e Silva e de Joana Maria Bezerra de Meneses, sendo, portanto, irmão do Senador e ex-ministro da Fazenda Manuel do Nascimento, de José de Castro e Silva (3.º) e de Vicente Ferreira de Castro e Silva. Portanto, pela via materna, era descendente de Domingos Bezerra Felpa de Barbuda, português que se tornou Senhor de Engenho e vereador de Olinda no século XVI.
Foi presidente da província do Ceará por três vezes, de 25 de novembro a 16 de dezembro de 1837, de 9 de setembro a 20 de outubro de 1840, e de 6 de abril a 9 de maio de 1841.